# Академія наук і мистецтв Республіки Сербської
Сербська академія наук і мистецтв (серб. Академија наука и умјетности Републике Српске, АНУРС) — вища наукова, культурна, трудова і представницька організація Республіки Сербської. Головним завданням цього академічного інституту є розвиток та заохочення наукової і культурної діяльності. Академія є організацією, важливою для інтересів Республіки Сербської.

## Структура
Станом на 2016 Академію очолює Райко Кузмановіч, його заступник — Любомир Зукович, а генеральний секретар — академік Драголюб Мирянич. Крім них до Президії входять академік Веселін Перич, академік Слободан Реметич, академік Бранко Шкундрич, академік Дренка Шечеров-Зечевич і член-кореспондент Раді Михальчич. До складу Академії входять чотири головні відділення, кілька комітетів, центрів та інститутів, у яких працюють 150 вчених. Резиденція Академії знаходиться в Баня-Луці.

## Історія
У 1993 році Народна скупщина Республіки Сербської прийняла Закон про Академію наук і мистецтв Республіки Сербської. Проте створена вона була лише у 1996 році. Установча скупщина була проведена 11 жовтня 1996 року в готелі Бистриця на горі Яхорина. У скупщині взяли участь 65 видатних вчених, серед них були голова Сербської академії наук і мистецтв Олександр Деспич, академік Драгутін Вукотич, академік Чедомір Попов. Першим керівником Академії став Петар Мандич. До 1999 року вона розташовувалася в місті Східне Сараєво.